# كرسي واحد وثلاث كراسي

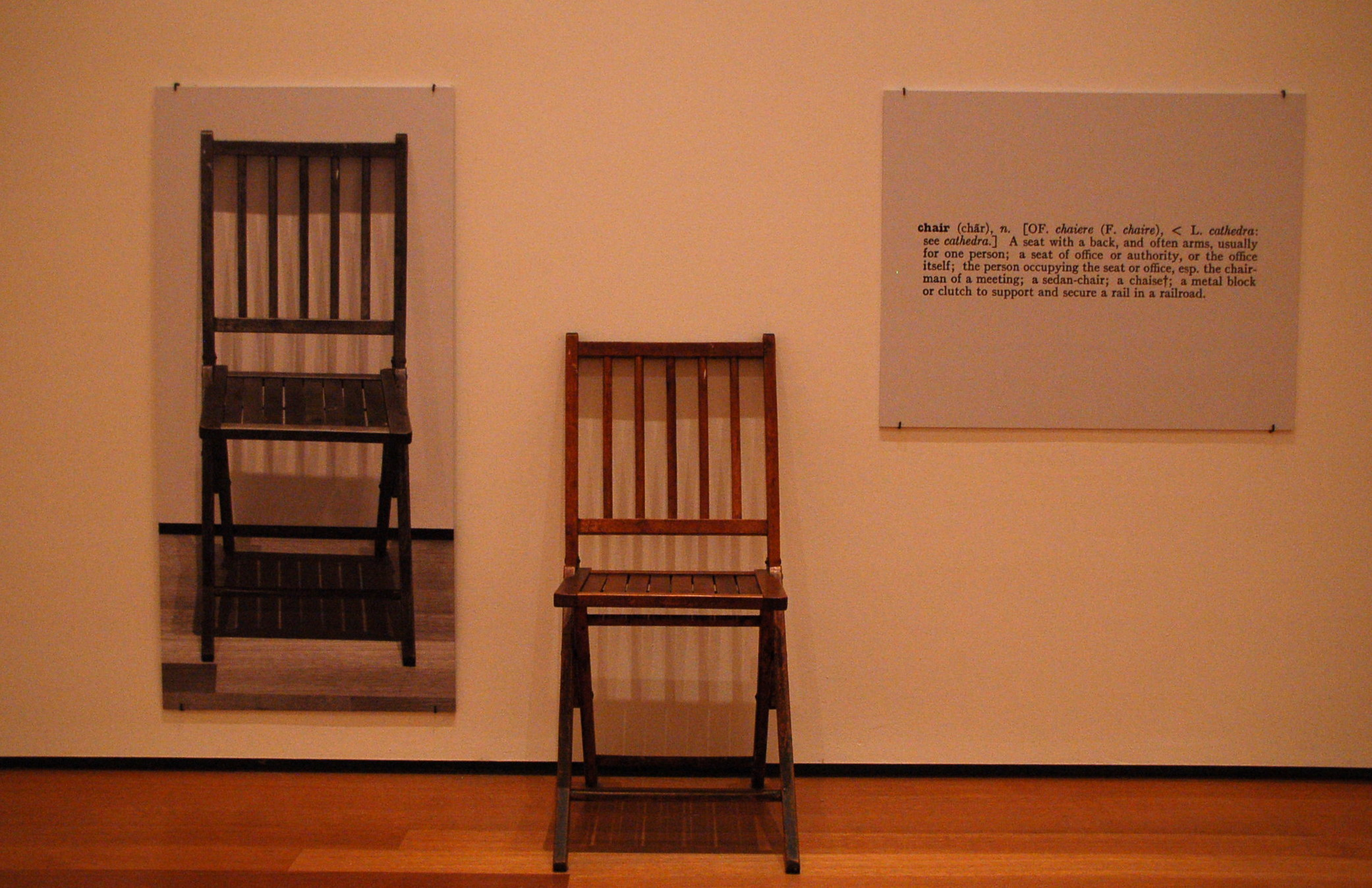
one and three chairs,Joseph Kosuth

كرسي واحد وثلاث كراسي (1965) هو عمل لجوزيف كوسوث. مثال على الفن المفاهيمي، تتكون القطعة من كرسي، وصورة للكرسي، وتعريف قاموسي موسع لكلمة "كرسي". تظهر الصورة الكرسي كما هو مثبت بالفعل في الغرفة، وبالتالي يتغير العمل في كل مرة يتم تركيبه في مكان جديد.
يظل عنصران من العمل ثابتين: نسخة من تعريف القاموس لكلمة "كرسي" ورسم تخطيطي يتضمن تعليمات التثبيت. كلاهما يحمل توقيع كوسوث. وبموجب التعليمات، يجب على القائم بالتركيب اختيار كرسي، ووضعه أمام الحائط، والتقاط صورة للكرسي. سيتم تكبير هذه الصورة إلى حجم الكرسي الفعلي ووضعها على الحائط على يسار الكرسي. وأخيرًا، سيتم تعليق نسخة من التعريف المعجمي على يمين الكرسي، بحيث تكون حافتها العلوية متوافقة مع حافة الصورة.

## الفن المفاهيمي المبكر
"بطاقات الأحداث" الخاصة بفنانين فلوكسوس مثل جورج بريشت، وديك هيجنز، ويوكو أونو، كانت بمثابة تصور مسبق لاهتمام كوسوث بالفرق بين المفهوم وطريقة عرضه. كما تناول هؤلاء الفنانون مشكلة تقديم "المفاهيم" لجمهور الفن. ربما يكون "كرسي واحد وثلاثة كراسي" خطوة نحو حل هذه المشكلة. بدلاً من تقديم تعليمات مكتوبة عارية للمشاهد للعمل، أو تقديم حدث حي لتحقيق المفهوم (بطريقة فناني Fluxus)، يقوم Kosuth بدلاً من ذلك بتوحيد المفهوم والإدراك. يوضح معرض " كرسي واحد وثلاث كراسي" كيف يمكن للعمل الفني أن يجسد فكرة تظل ثابتة على الرغم من التغييرات التي تطرأ على عناصرها.
يؤكد كوسوث على الفرق بين المفهوم والعرض في كتاباته (على سبيل المثال، "الفن بعد الفلسفة"، 1969) وفي مقابلاته (انظر الاقتباس أدناه). فهو يحاول أن يربط بشكل وثيق بين الطبيعة المفاهيمية لعمله وطبيعة الفن نفسه، وبالتالي يرفع تعليماته لتقديم العمل الفني إلى مستوى الخطاب حول الفن. في عام 1963، أوضح هنري فلينت هذه المشكلات في مقال بعنوان "مفهوم الفن". كان هذا بمثابة مقدمة لموضوع كوسوث لـ "مفهوم الفن" في "الفن بعد الفلسفة"، وهو النص الذي جعل كرسيًا واحدًا وثلاث كراسي مشهورًا.

## تفسير
يمكن رؤية العمل "كرسي واحد وثلاث كراسي" لتسليط الضوء على العلاقة بين اللغة والصورة والمرجع. إنه يثير إشكالية العلاقات بين الأشياء والمراجع المرئية واللفظية (الدلالات) بالإضافة إلى المجالات الدلالية للمصطلح المختار للمرجع اللفظي. يتضمن مصطلح القاموس دلالات ودلالات محتملة ذات صلة في سياق عرض الكرسي الواحد والثلاث كراسي. وتتطابق معاني العناصر الثلاثة في مجالات دلالية معينة وتتعارض في مجالات دلالية أخرى: تطابق دلالي ("واحد") وتناقض ثلاثي ("واحد وثلاثة"). ومن المفارقات أن كتاب "الكرسي الواحد والثلاث كراسي" يمكن النظر إليه على أنه نموذج بسيط ولكنه معقد إلى حد ما لعلم العلامات. قد يسأل المشاهد "ما هو الحقيقي هنا؟" والإجابة أن "التعريف حقيقي"؛ بدون تعريف، لن يعرف المرء أبدًا ما هو الكرسي الفعلي.
توجد تفسيرات مختلفة لهذه الجوانب الدلالية والوجودية. يشير البعض إلى جمهورية أفلاطون (الكتاب العاشر)؛ يشير آخرون إلى رسالة لودفيغ فيتجنشتاين أو إلى رمز فهرس الأيقونة الثلاثي لتشارلز ساندرز بيرس. يناقش دريهر المشاكل الدلالية للكرسي الواحد والثلاث كراسي باعتبارها تضمينات للدوائر التي تمثل المجالات الدلالية.
يميل العمل إلى تحدي التحليل الرسمي لأنه يمكن استبدال كرسي بكرسي آخر، مما يجعل الصورة والكرسي المصور بعيد المنال عن الوصف. ومع ذلك، فإن الكرسي المعين والصورة المصاحبة له يصلحان للتحليل الرسمي. هناك العديد من الكراسي في العالم؛ وبالتالي يمكن وصف فقط تلك المستخدمة بالفعل. لن يتم تحليل تلك الكراسي غير المستخدمة. إن تعريف القاموس الموسع لكلمة كرسي مفتوح أيضًا للتحليل الرسمي، كما هو الحال مع الرسم التخطيطي الذي يحتوي على تعليمات العمل.

## مفهوم ونظرية الفن
يمكن النظر إلى موضوعات كوسوث للتطابقات والتناقضات الدلالية على أنها انعكاس للمشاكل التي تطرحها العلاقات بين المفهوم والعرض. يستخدم كوسوث الأسئلة ذات الصلة، "كيف تتشكل معاني العلامات" و "كيف تشير العلامات إلى ظواهر خارج اللغة كأساس لمناقشة العلاقة بين المفهوم والعرض. يحاول كوسوث تحديد أو مساواة هذه المشكلات الفلسفية بنظرية الفن. يغير Kosuth الممارسة الفنية من النسخ الأصلية المصنوعة يدويًا إلى الرموز ذات الإنجازات القابلة للاستبدال، ويحاول تجسيد أهمية هذا التغيير لنظرية الفن.
في "الفن بعد الفلسفة"، أثار كوسوث مواجهة مع النقد الرسمي لكليمنت جرينبيرج ومايكل فرايد. كلاهما كشفا عن مفهوم العمل الفني كمثال غير قابل للاستبدال يحققه فنان لا يتبع أي معايير أخرى غير المعايير البصرية. لقد حددوا هذا المفهوم بأنه جوهر الحداثة. في الستينيات، هيمنت عقيدة جرينبرج وفرايد الحداثية على المناقشات الأمريكية حول الفن. في هذه الأثناء، كتب الفنانون آلان كابرو، وديك هيغينز، وهنري فلينت، وميل بوشنر، وروبرت سميثسون، وجوزيف كوسوث مقالات عن الفن تجسد الاتجاه التعددي المناهض لما بعد الحداثة والذي اكتسب تأثيرًا أكبر في نهاية الستينيات. في عام 1968، حاول جرينبيرج استبعاد الاتجاهات الجديدة باعتبارها فنًا "جديدًا": "إن الوسائط المختلفة تنفجر ... عندما يكون الجميع ثوريين، تنتهي الثورة". قدم سام هنتر وجهة نظر أكثر إيجابية في عام 1972: "إن حالة الإمكانيات المفتوحة التي واجهت الفنانين في السنوات الأولى من السبعينيات سمحت لمجموعة متنوعة من الوسائل والعديد من أنظمة الأفكار الخصبة بالتعايش، والتوفيق من خلال الخيال الشعري بين التناقضات الظاهرة."

## امتداد
من بين الإصدارات المختلفة للعمل حول العالم، هناك واحدة معروضة في مركز بومبيدو في باريس، فرنسا. في روائع، يقترح كايلي إضافة طبعة فوتوغرافية ثالثة فوق الكرسي الخشبي تمثل توسيعًا لمخطط المتحف المتمركز حول الغرفة التي يقع فيها العمل.

## اقتباس
جوزيف كوسوث، WBAI 7 أبريل 1970:
لقد استخدمت كائنات وظيفية شائعة "مثل الكرسي" وعلى يسار الكائن ستكون هناك صورة كاملة الحجم له، وعلى يمين الكائن ستكون صورة ضوئية لتعريف الكائن من القاموس. كل ما رأيته عندما نظرت إلى الشيء كان يجب أن يكون هو نفسه الذي رأيته في الصورة، لذلك في كل مرة يُعرض فيها العمل، كان التثبيت الجديد يستلزم صورة جديدة. لقد أحببت أن العمل نفسه كان شيئًا مختلفًا عن مجرد ما رأيته "... من خلال تغيير الموقع، والجسم، والصورة، والاحتفاظ بها كما هي، كان العمل مثيرًا للاهتمام للغاية. وكان ذلك يعني أنه يمكن أن يكون لديك عمل فني يشبه فكرة العمل الفني، ولم تكن مكوناته الرسمية مهمة."
لقد استخدمت كائنات وظيفية شائعة - مثل الكرسي - وعلى يسار الكائن ستكون هناك صورة كاملة الحجم له، وعلى يمين الكائن ستكون صورة ضوئية لتعريف الكائن من القاموس. كل ما رأيته عندما نظرت إلى الشيء كان يجب أن يكون هو نفسه الذي رأيته في الصورة، لذلك في كل مرة يُعرض فيها العمل، كان التثبيت الجديد يستلزم صورة جديدة. لقد أحببت أن العمل نفسه كان شيئًا مختلفًا عن مجرد ما رأيته "... من خلال تغيير الموقع، والجسم، والصورة، والاحتفاظ بها كما هي، كان العمل مثيرًا للاهتمام للغاية. وكان ذلك يعني أنه يمكن أن يكون لديك عمل فني يشبه فكرة العمل الفني، ولم تكن مكوناته الرسمية مهمة."